# Interstate 41
Die Interstate 41 (kurz I-41) ist ein 283,78 km (176,33 Meilen) langer, in Nord-Süd-Richtung verlaufender Interstate Highway im US-Bundesstaat Wisconsin, der das Autobahnkreuz der Interstate 94 und der U.S. Route 41, 1,4 km südlich der Grenze von Wisconsin und Illinois, mit der Interstate 43 im Großraum Green Bay verbindet. Sie wurde am 7. April 2015 offiziell in das Interstate Highway System aufgenommen.

## Wichtige Städte
- Milwaukee
- Fond du Lac
- Oshkosh
- Appleton
- Green Bay

## Geschichte
Der Ausbau des bestehenden Freeways wurde im Zuge des Safe, Accountable, Flexible, Efficient Transportation Equity Act am 10. August 2005 beschlossen. Die diversen Ausbauarbeiten wurden zwischen den Jahren 2009 und 2017 durchgeführt.